# Hope (Kansas)
Hope és una població dels Estats Units a l'estat de Kansas. Segons el cens del 2000 tenia 372 habitants.

## Demografia
Segons el cens del 2000, Hope tenia 372 habitants, 164 habitatges, i 106 famílies. La densitat de població era de 319,2 habitants/km².
Dels 164 habitatges en un 29,9% hi vivien nens de menys de 18 anys, en un 57,3% hi vivien parelles casades, en un 5,5% dones solteres, i en un 34,8% no eren unitats familiars. En el 32,9% dels habitatges hi vivien persones soles el 21,3% de les quals corresponia a persones de 65 anys o més que vivien soles. El nombre mitjà de persones vivint en cada habitatge era de 2,27 i el nombre mitjà de persones que vivien en cada família era de 2,88.
Per edats la població es repartia de la següent manera: un 24,5% tenia menys de 18 anys, un 3,8% entre 18 i 24, un 25,3% entre 25 i 44, un 24,2% de 45 a 60 i un 22,3% 65 anys o més.
L'edat mediana era de 43 anys. Per cada 100 dones de 18 o més anys hi havia 82,5 homes.
La renda mediana per habitatge era de 28.365 $ i la renda mediana per família de 32.813 $. Els homes tenien una renda mediana de 27.639 $ mentre que les dones 18.036 $. La renda per capita de la població era de 14.300 $. Entorn del 4,8% de les famílies i el 7,4% de la població estaven per davall del llindar de pobresa.

## Poblacions més properes
El següent diagrama mostra les poblacions més properes.